# Gascoyne
Pour les articles homonymes, voir Gascoyne (fleuve).

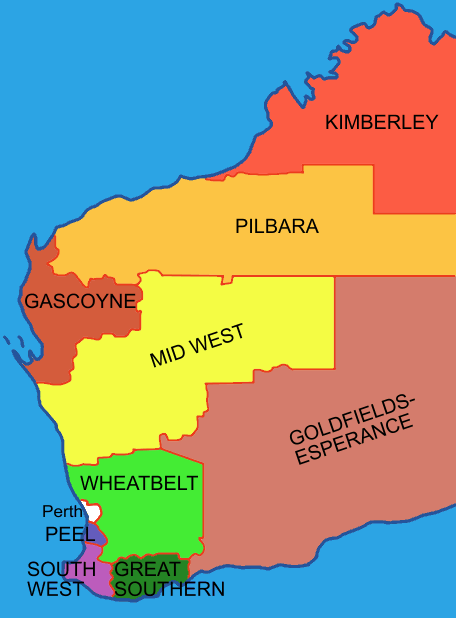
Carte des régions de l'Australie-Occidentale.

La région de Gascoyne est l'une des neuf régions de l'Australie-Occidentale.
Elle doit son nom à la rivière du même nom, qui fut baptisée ainsi par le lieutenant George Grey en 1839 et du nom de son ami, le capitaine J. Gascoyne.
Elle est limitée sur 600 kilomètres par l'océan Indien à l'ouest, la région de Pilbara au nord et la région du Mid West à l'est et au sud. Sa superficie est de 137 938 kilomètres carrés et sa population d'un peu plus de 10 000 personnes vivant dans les villes de Carnarvon, Exmouth, Denham, Gascoyne Junction et Coral Bay.
Le climat est un climat tropical sec avec des moyennes de température maximales de 22 °C en juillet et de 35 °C en janvier. Le nombre de journées ensoleillées est en moyenne de 320 jours par an. La moyenne des précipitations, due pour la plupart au passage des cyclones, est d'environ 200 millimètres par an. À cause du climat, la végétation est surtout faite de broussailles à spinifex et mulga et une très faible proportion d'arbres.
L'économie de la région est basée sur : 
- le tourisme sur la région côtière avec le récif de Ningaloo et la réserve de la baie Shark classée au patrimoine mondial de l'humanité ;
- l'élevage du bétail ;
- l'industrie du sel et du gypse.